# 천국의 유령
《천국의 유령》(영어: Phantom of the Paradise)은 1974년 개봉한 미국의 뮤지컬, 코미디, 공포 영화이다. 브라이언 드 팔마가 감독과 각본을 맡았다. 오페라의 유령, 도리언 그레이의 초상, 파우스트 등을 느슨하게 각색하였다.